# Bohumír Čermák
Bohumír František Antonín Čermák (8. listopadu 1882 Moravský Krumlov – 23. září 1961 Bílovice nad Svitavou) byl český architekt a uměleckoprůmyslový návrhář.

## Život
Narodil se v Moravském Krumlově, rodiče se ale později přestěhovali do Brna, kde absolvoval německou reálku a architekturu na Německé vyšší státní průmyslové škole. Následně odešel do Vídně, kde pracoval v ateliéru Adalberta W. Pasdirecka-Coreno (údajně také u Otto Wagnera), a zároveň studoval na Vysoké škole technické a Akademii výtvarných umění. Poté se vrátil do Brna, několik let působil u Josefa Nebehostenyho a v roce 1909 se v Brně oženil. Po složení stavitelských zkoušek roku 1910 se osamostatnil. Měl zde vlastní projekční kancelář a založil také Uměleckořemeslné dílny (Bürgerliche Handwerkkunst), obdobu Wiener Werkstätte, které však za hospodářské krize na počátku 30. let musel uzavřít. Byl členem Společenstva stavitelů v Brně, kromě projektování staveb se ale věnoval také interiérům, zahradám a uměleckoprůmyslovým předmětům.
Do roku 1918 se hlásil k německé národnost a používal proto i německou variantu svého jména (Gottfried Franz Anton Czermak). Oženil se s Markétou, roz. Fornerovou, se kterou měl dcery Traute (* 1909) a Liselotte (* 1911). Liselotte byla též architektkou a spolupodílela se na některých dílech např. po druhé světové válce v rodném Moravském Krumlově.[zdroj?]

## Dílo
Základním rysem Čermákovy architektury byla účelnost a krásná forma. Zpočátku tvořil v duchu monumentální architektury, nejvýznamnějšími stavbami tohoto období jsou Úrazová dělnická pojišťovna v Brně (1910) a správní budova brněnské Zbrojovky (1925–1929). Později byl značně ovlivněn konstruktivismem, používal kov, beton a sklo. V tomto stylu vyprojektoval např. Pavilon výstavních trhů na brněnském výstavišti včetně vyhlídkové věže.
Zejména ve třicátých letech se věnoval obchodním domům, jako ředitel Technické a instalační ústředny společnosti ASO pro ni postavil ve funkcionalistickém stylu většinu jejích staveb. Konkrétně realizoval její administrativní budovu v Olomouci a obchodní domy ASO např. v Ostravě, Košicích, Praze, Šumperku, Hradci Králové, Bratislavě, Plzni, Prostějově či ve Znojmě. Rekonstruoval také vilu Anderovy rodiny a vypracoval projekt Androva stadionu. V Bílovicích nad Svitavou si postavil vlastní rodinný dům, kde žil až do smrti.

## Galerie

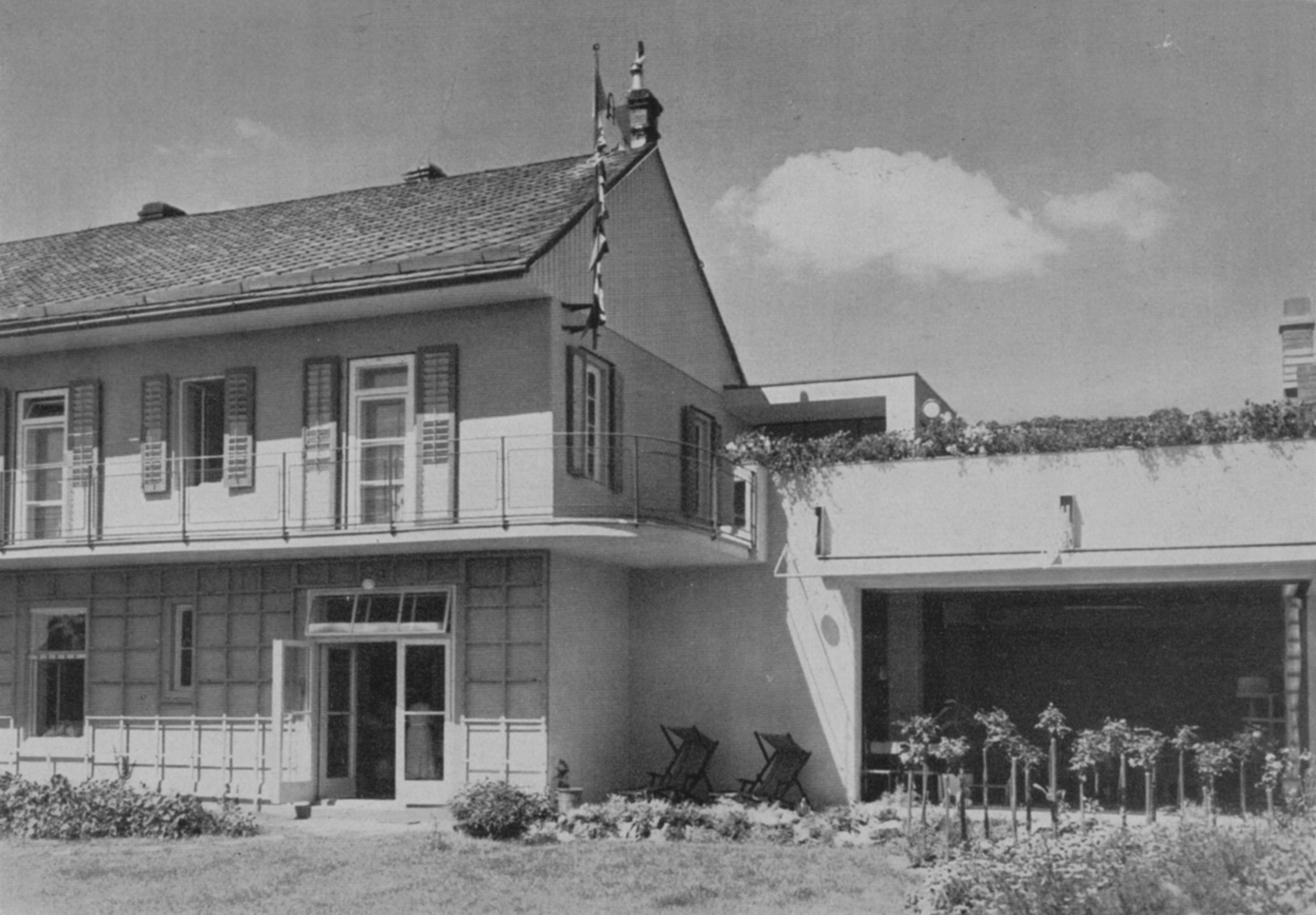
Vila Josefa Andera v Olomouci, pohled od jihu, architekt B. Čermák
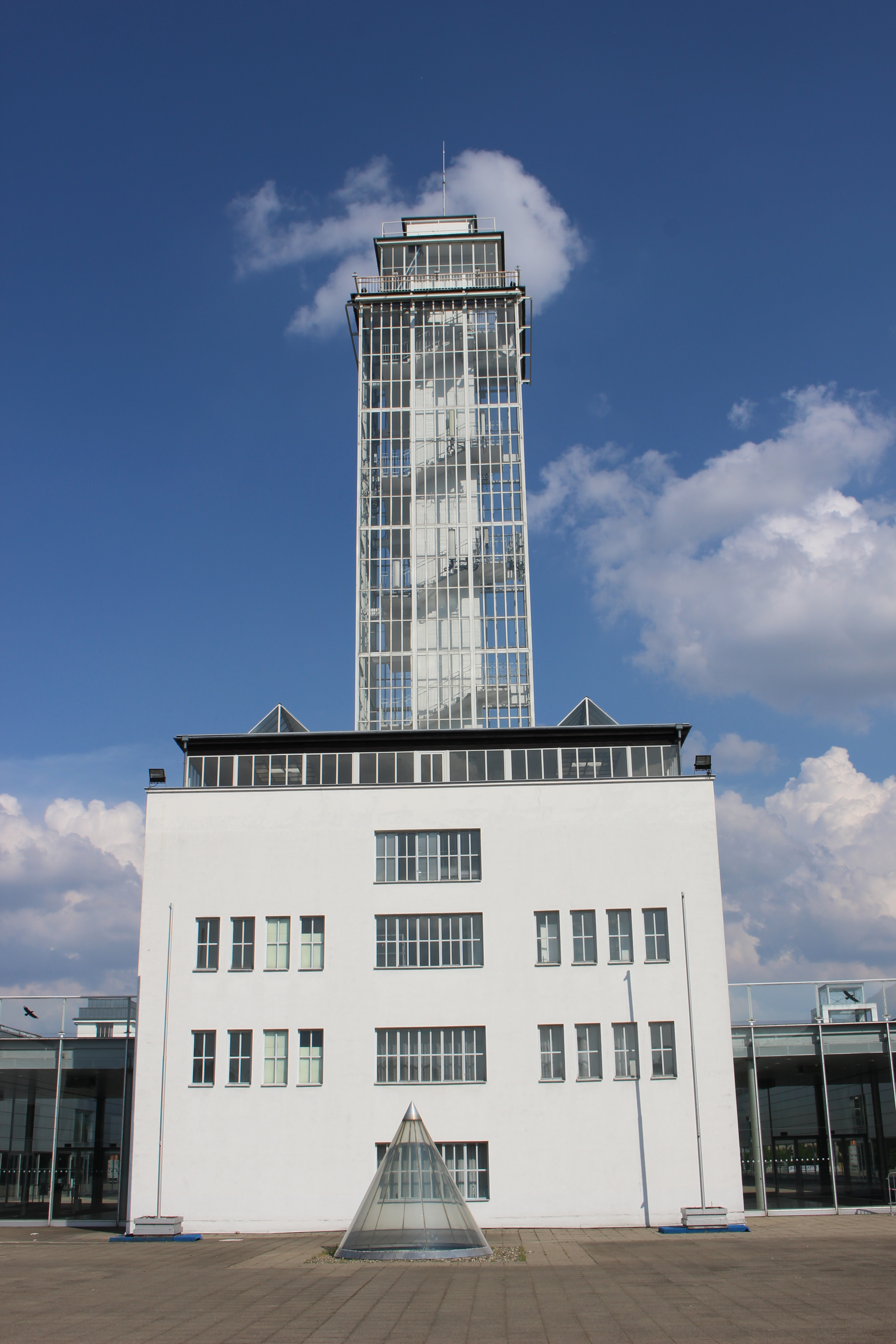
Pavilony G, Brněnské výstaviště, vyhlídková věž, architekt B. Čermák
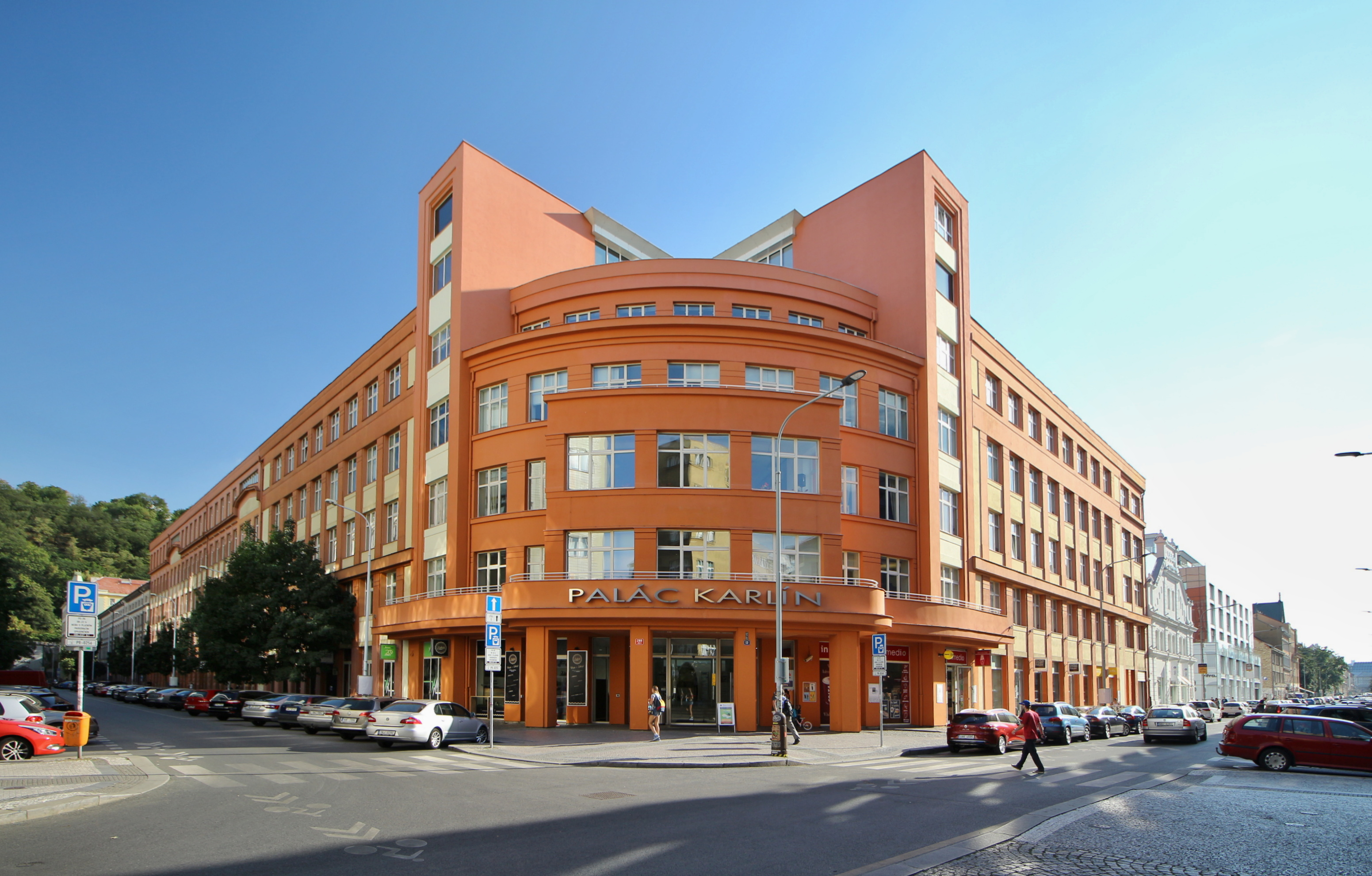
Palác Karlín na roku Křižíkovy a Thámovy ulice v Karlíně (Praha 8), architekt B. Čermák. Fotografie zobrazuje stav po přestavbě v roce 1999, jejímž autorem je Ricardo Bofill
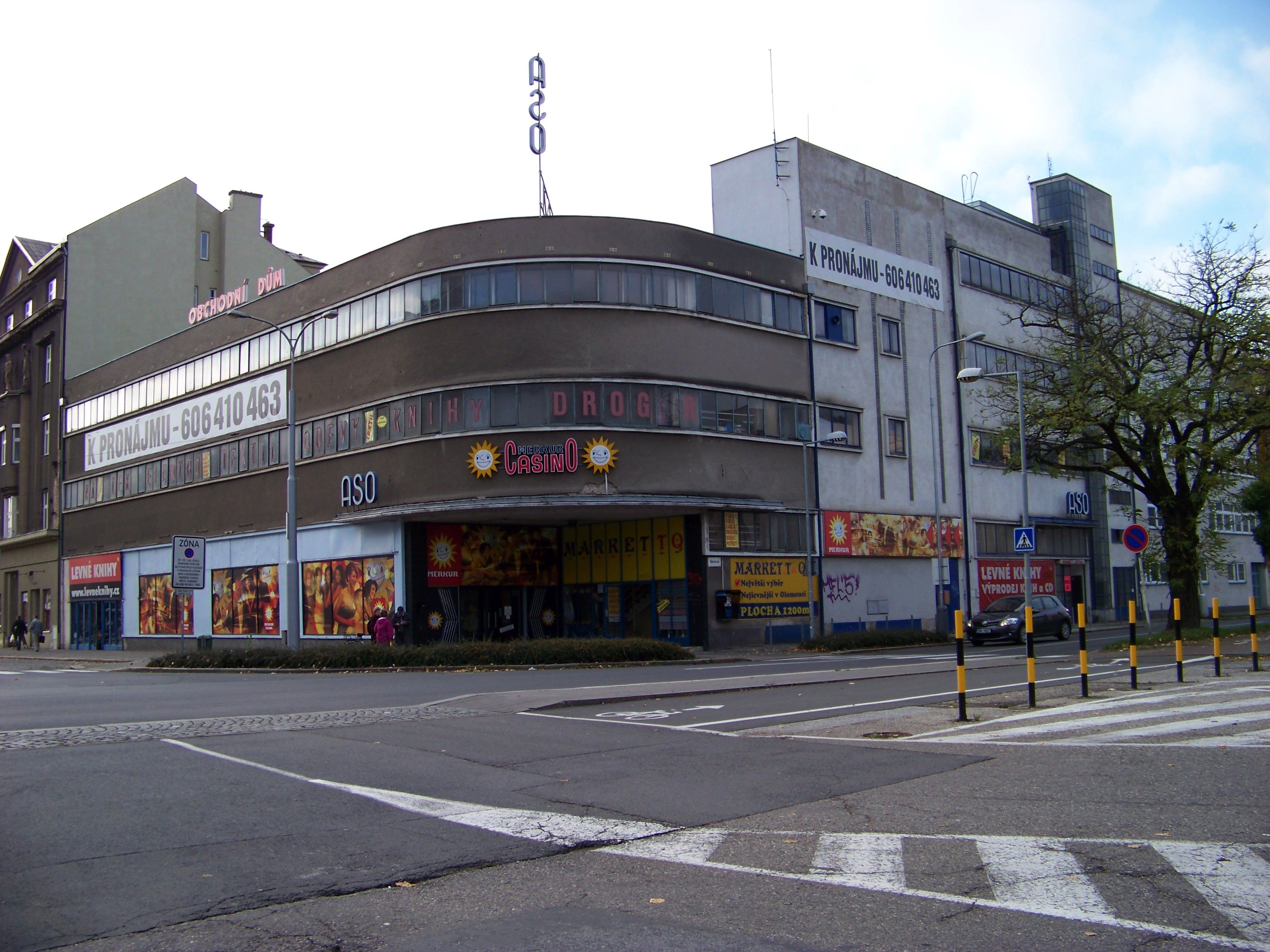
Obchodní dům ASO, Legionářská 739/7, Olomouc, architekt B. Čermák
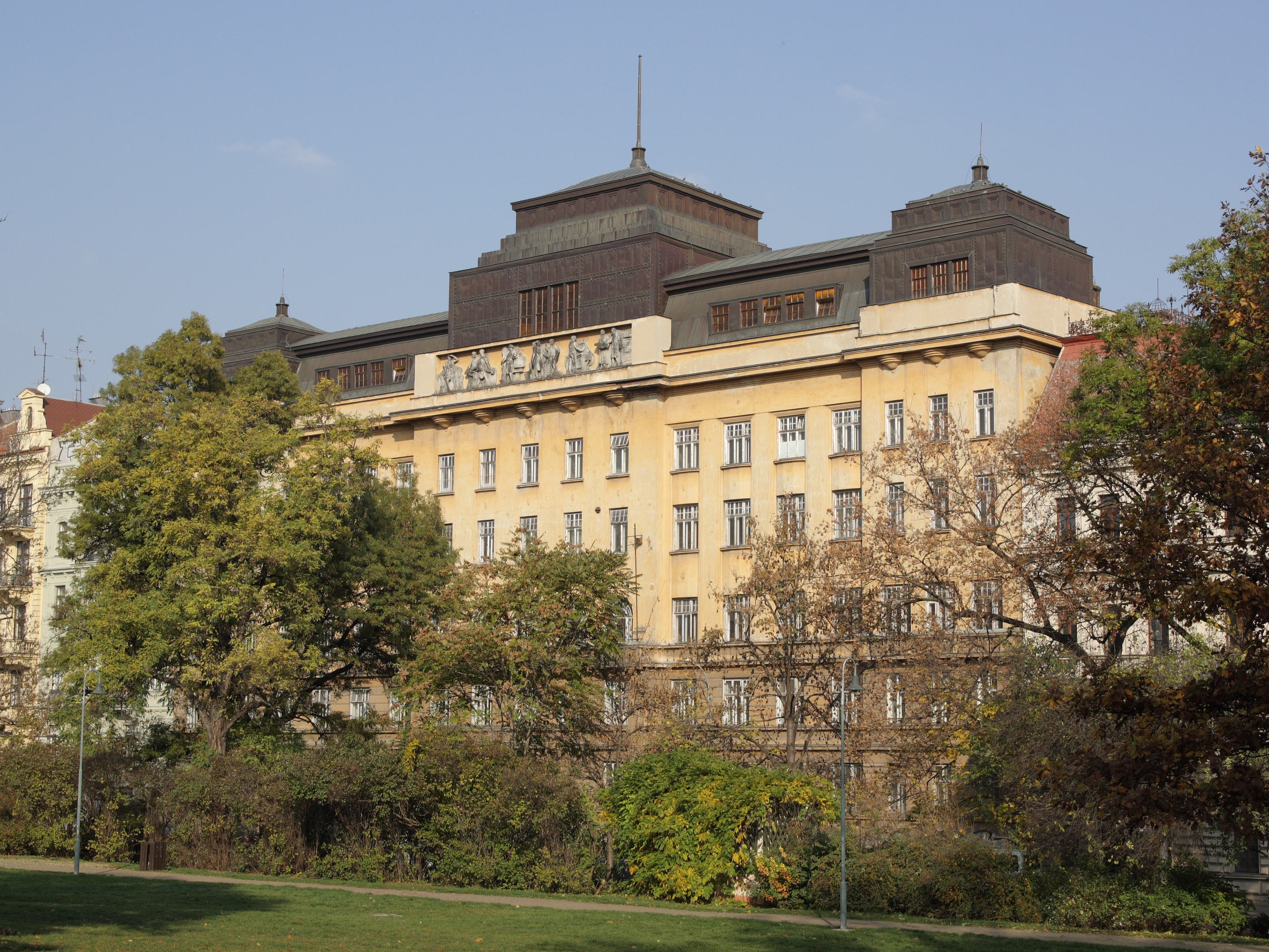
Brno - ul. Koliště, Dělnická úrazová pojišťovna čp. 71, architekt B. Čermák